# Karl II. (Neapel)

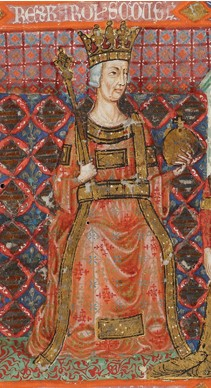
Karl II. von Anjou-Neapel. (Darstellung aus dem 14. Jahrhundert)

Karl II. von Anjou (französisch Charles d’Anjou, italienisch Carlo d’Angiò; * 1254; † 6. Mai 1309 in Neapel), genannt der Lahme (französisch le Boiteux; italienisch lo zoppo), war ab 1285  König von Neapel aus dem älteren Haus Anjou.

## Leben

### Fürst von Salerno
Er war ein Sohn Karls I. von Anjou und dessen erster Ehefrau Beatrix von der Provence († 1267). Nachdem sein Vater 1266 das Königreich Sizilien übernommen hatte, erhielt Karl den Titel eines „Fürsten von Salerno“ (Prince de Salerne). 1283 wurde Karl von seinem Vater mit der Regentschaft des Königreiches betraut und war mit der Verteidigung des festländischen Besitzes um Kalabrien und Apulien gegen König Peter III. von Aragon beschäftigt, der die Insel Sizilien nach dem Ausbruch der Sizilianischen Vesper 1282 besetzt hatte. Beim Versuch, die Seeblockade des Hafens von Neapel durch die aragonesische Flotte unter Ruggiero di Lauria zu beenden, geriet Karl am 5. Juni 1284 in Gefangenschaft. Er wurde zuerst nach Cefalù und anschließend nach Katalonien gebracht, wo er noch beim Tod seines Vaters 1285 eingekerkert war. Die Regentschaft in Neapel übernahm für ihn Graf Robert II. von Artois.

### König von Neapel
Erst nach dem Scheitern des Aragonesischen Kreuzzuges seines Cousins König Philipp III. von Frankreich 1285 und der darauf folgenden Friedensinitiative des neuen französischen Königs Philipps des Schönen wurde Karl 1288, unter Vermittlung König Eduards I. von England, freigelassen. Im Gegenzug hatte er sich dazu verpflichtet, 30.000 Mark zu zahlen und in Gefangenschaft zurückzukehren, wenn die Bedingungen – Aussöhnung Aragons mit Frankreich und dem Papst – nicht innerhalb von drei Jahren erfüllt würden; zudem ließ er drei seiner Söhne und sechzig provenzalische Adlige als Geiseln zurück. Auch musste er seinen Neffen Karl von Valois dazu bringen gegen 20.000 Pfund Silber auf das Königreich Aragón zu verzichten, das Papst Martin IV. diesem im Vorfeld des Aragonesischen Kreuzzuges zugesprochen hatte. Im Gegenzug erhielt der Valois eine Tochter Karls mit den Grafschaften Anjou und Maine als Mitgift.
Karl ging nach Rieti, wo ihn der neue Papst Nikolaus IV. sofort von allen Verpflichtungen entband, ihn 1289 zum König von Sizilien krönte und Alfons III. von Aragón exkommunizierte. Karl von Valois bereitete sich in einer Allianz mit Kastilien darauf vor, Aragón in Besitz zu nehmen. Unter dem Eindruck dieser Entwicklung versprach Alfons, seine Truppen aus Sizilien abzuziehen, wo sie seinen Bruder Jakob II. unterstützt hatten, alle Rechte an der Insel aufzugeben und einen Tribut an den Papst zu zahlen. Alfons starb 1291 kinderlos, bevor der Vertrag ausgeführt werden konnte. Jakob nahm Aragón in Besitz und überließ die Regierung in Sizilien dem dritten Bruder, Friedrich II., (der sich selbst als Friedrich III. bezeichnete).
Papst Bonifatius VIII., der 1294 unter der Schirmherrschaft Karls in Neapel gewählt worden war, vermittelte 1295 zwischen Jakob II. von Aragon und Philipp IV. von Frankreich den Frieden von Anagni, der auch eine höchst eigenwillige Lösung des Konfliktes um Neapel–Sizilien hervorbrachte: Jakob sollte Karls Tochter Bianca heiraten und bekam vom Papst die Investitur in Korsika und Sardinien zugesagt, wohingegen er Anjou freie Hand in Sizilien lassen und ihn sogar bei eventuellem sizilianischem Widerstand unterstützen sollte.
Die Bemühungen, durch Bestechung Friedrichs Zustimmung zu diesem Arrangement zu erlangen, schlugen fehl, denn mit Rückhalt im sizilianischen Volk wurde jener zum König von Sizilien gekrönt. Karl, der ein anachronistisch scheinendes Ehrgefühl besaß, begab sich nach den gescheiterten Bemühungen um Aussöhnung der Konfliktparteien vier Monate nach seiner Königskrönung zur Grenze von Aragon, um sich gefangen nehmen zu lassen. Da sich niemand an einer erneuten Gefangennahme interessiert zeigte, war er frei und gleichzeitig die Ehre gerettet. Er begab sich zunächst nach Frankreich. Dort gelang ihm der Friedensschluss von Senlis am 19. Mai 1290, in dem Karl von Valois auf alle Ansprüche auf Aragon verzichtete. Dafür verzichtete der französische König zugunsten von Karl von Valois auf die Grafschaften Anjou und Maine, die Stammlande des (älteren oder zweiten) Hauses Anjou. Mit Einverständnis des Papstes Nikolaus IV. bekam Karl von Valois Marguerite von Anjou-Sizilien, die Tochter Karls II., am 16. August 1290 zur Frau.
Danach eröffnete Karl sogleich einen Krieg gegen Friedrich, war aber trotz der Hilfe durch den Papst, Karls von Valois und auch Jakobs von Aragón, nicht in der Lage, die Insel zu erobern. Sein Sohn Philipp I. von Tarent geriet 1299 in der Schlacht von La Falconara in Gefangenschaft. Auf Betreiben des Papstes vernichtete Karl im Jahr 1300 mit Lucera (bei Foggia) das letzte Zentrum des Islams in Italien, die muslimischen Einwohner wurden massakriert oder versklavt. 1302 wurde die Auseinandersetzung mit Friedrich durch den Vertrag von Caltabellotta beigelegt. Karl gab darin endgültig seine Ansprüche auf Sizilien auf und stimmte der Hochzeit zwischen seiner Tochter Leonora mit Friedrich zu. Damit wurde die Teilung des alten normannisch-staufischen Königreichs von Sizilien in ein festländisches (Mezzogiorno/Neapel) und ein insulares (Trinacria/Sizilien) Königreich besiegelt, das erst 1816 mit der Gründung des Königreichs beider Sizilien wieder staatsrechtlich vereint wurde; allerdings wurden beide Teile seit 1505 vom Haus Aragon bzw. ab 1516 vom Haus Habsburg zusammen regiert.
Karl verbrachte seine letzten Jahre ruhig in Neapel und befasste sich mit der Verschönerung seiner Stadt. Er konnte seine Herrschaft gegenüber der italienischen Bevölkerung stabilisieren, indem er sie im größeren Maße an der Macht beteiligte als sein Vater, und senkte zudem die Steuerlast. In den politischen Wirren des Kirchenstaates und Norditaliens hielt er sich weitestgehend heraus und konnte somit auch nicht die Überführung des Papsttums nach Avignon durch Philipp den Schönen verhindern. 1307 unterstützte er die Zerschlagung des Templerordens, dessen Vereinigung mit den Johannitern er zuvor gefordert hatte. Er starb 1309 und wurde in San Domenico beerdigt. Sein Sohn ließ später den Leichnam – mit Ausnahme des Herzens – nach Aix-en-Provence überführen, wo er in der Kirche Saint-Barthélemi bestattet wurde.

## Ehe und Nachkommen
Karl war seit 1270 mit Maria von Ungarn († 1323) verheiratet, einer Tochter König Stephans V. von Ungarn und der Elisabeth von Cumania. Diese Ehe leitete den Erbgang des Hauses Anjou in Ungarn ein, das dort von 1308 bis 1385/86 herrschte. Die Kinder des Paares waren:
- Karl Martell (* September 1271; † 12. August 1295), Titularkönig von Ungarn
  - Karl I. , König von Ungarn
- Margarete (* 1273; † 31. Dezember 1299), Gräfin von Anjou und Maine
  - ⚭ 1290 mit Graf Karl I. von Valois († 1325)
- Ludwig (* 1274 in Nocera dei Pagani; † 19. August 1297 in Brignoles), Erzbischof von Toulouse, 1317 heiliggesprochen
- Robert der Weise (* 1278; † 20. Januar 1343), König von Neapel
- Philipp (* 1278; † 24. Dezember 1331), Fürst von Tarent, Achaia und Albanien
- Blanche (* 1280; † 14. Oktober 1310)
  - ⚭ 1295 mit König Jakob II. von Aragon (* 1267; † 1327)
- Raimund Berengar VI. (* 1281; † Oktober 1305), Graf von Provence, Piemont und Andria
- Johann (* 1283; † 1308), Geistlicher
- Tristan (1284; † 1284/88), Fürst von Salerno
- Eleonore (* 1289; † 10. August 1341)
  - ⚭ 1299 mit Philipp von Toucy, Titularfürst von Antiochia
  - ⚭ 1303 mit König Friedrich II. von Sizilien († 1337)
- Marie (* 1290; † 1346/47)
  - ⚭ 1304 mit König Sancho I. von Mallorca (* 1277; † 1324)
  - ⚭ 1326 mit Don Jaime III. de Ejérica († 1335)
- Pietro Tempesta (* 1292; † gefallen am 29. August 1315 in der Schlacht bei Montecatini), Graf von Gravina
- Johann (* 1294; † 1336), Graf von Gravina, Fürst von Achaia, Herzog von Durazzo
- Beatrix (* 1295; † 1335), Gräfin von Andria
  - ⚭ 1305 mit Azzo VIII. d’Este († 1308), Herr von Ferrara
  - ⚭ 1309 mit Bertrand des Baux († 1351), Graf von Montescaglioso, Großjustiziar von Neapel